# Basilija
Basilija – wieś w Syrii, w muhafazie Idlib. W 2004 roku liczyła 924 mieszkańców.